# Sarah Josephson
Sarah Gay Josephson (* 10. Januar 1964 in Bristol, Connecticut) ist eine ehemalige Synchronschwimmerin aus den Vereinigten Staaten. Sie gewann je eine olympische Gold- und Silbermedaille sowie zwei Gold- und vier Silbermedaillen bei Weltmeisterschaften.

## Karriere
Sarah und ihre eineiige Zwillingsschwester Karen Josephson begannen 1969 in Bristol mit dem Synchronschwimmen. 1977 wechselten sie nach Rocky Hill an die Connecticut School of Swimming und ab 1980 schwammen sie für die Heronettes in Hamden, Connecticut. Ab 1981 traten sie für die Ohio State University an. Dort graduierte Sarah Josephson 1985 in Biochemie.
Die beiden Schwestern traten ab 1980 auch international an. 1982 gehörte Sarah bei den Schwimmweltmeisterschaften 1982 zur Mannschaft aus den Vereinigten Staaten, die die Silbermedaille in der Teamwertung gewann. 1983 gewannen die beiden die Silbermedaille im Gruppenwettbewerb bei den Panamerikanischen Spielen in Caracas. Bei den Olympischen Spielen 1984 in Los Angeles trat Sarah im Einzelwettbewerb an und schied als Sechste der Figuren-Wertung aus, da nur die beste jedes Landes weiterkam, in diesem Fall für die Vereinigten Staaten Tracie Ruiz.
Zwei Jahre später bei den Schwimmweltmeisterschaften 1986 in Madrid erhielt Sarah Josephson im Einzelwettbewerb die Silbermedaille hinter der Kanadierin Carolyn Waldo. Im Duett gewann die Schwestern die Silbermedaille hinter den Kanadierinnen Michelle Cameron und Carolyn Waldo. Im Gruppenwettbewerb siegten ebenfalls die Kanadierinnen vor dem US-Team. 1987 bei den Panamerikanischen Spielen in Indianapolis siegten die Schwestern im Duett-Wettbewerb und mit der Mannschaft.
Bei den Olympischen Spielen 1988 in Seoul traten beide Schwestern auch im Einzelwettbewerb an. Im Figurenschwimmen belegte Sarah den dritten Platz und Karen den vierten Platz. In die nächste Runde rückte nur Tracie Ruiz-Conforto auf. Im Duett-Wettbewerb siegten Carolyn Waldo und Michelle Cameron knapp vor Karen und Sarah Josephson. Die Schwestern lagen 1,2 Punkte hinter den Kanadierinnen und fast fünf Punkte vor den drittplatzierten Japanerinnen.
Nach einem Monat Bedenkzeit entschlossen sich die Schwestern weitere vier Jahre zu trainieren, um doch noch eine olympische Goldmedaille zu gewinnen. In diesen vier Jahren verloren die Schwestern keinen einzigen Duett-Wettbewerb. Sie siegten 1990 bei den Goodwill Games in Seattle. Bei den Schwimmweltmeisterschaften 1991 in Perth gewannen die beiden sowohl im Duett als auch mit der Mannschaft. Bei den Olympischen Spielen 1992 in Barcelona nahmen beide wieder am Einzel- und am Duettwettbewerb teil. Im Einzel belegten mit Kristen Babb-Sprague, Sarah und Karen Josephson drei Schwimmerinnen aus den Vereinigten Staaten die ersten drei Plätze im Figurenschwimmen, wie 1984 und 1988 kam nur die beste aus jedem Land in die nächste Runde. Im Duett-Wettbewerb siegten die beiden Schwestern mit über zwei Punkten Vorsprung vor den kanadischen Schwestern Penny und Vicky Vilagos.
Nach 22 Jahren als Synchronschwimmerinnen, davon 12 Jahren im Nationalteam, und 16 nationalen Meistertiteln, davon sieben im Duett, beendeten die Schwestern 1992 ihre Karriere. Seit 1997 sind die Schwestern Mitglied der International Swimming Hall of Fame (ISHOF).